# Tractus solitaire
Le tractus solitaire (ou faisceau solitaire) est un tractus nerveux compact qui s'étend longitudinalement à travers la région postéro-latérale du bulbe rachidien.
Il est entouré par le noyau solitaire et descend jusqu'aux segments cervicaux supérieurs de la moelle épinière.
Il a été nommé pour la première fois par Theodor Meynert en 1872.

## Structure
Le tractus solitaire est composé de fibres sensorielles primaires et de fibres descendantes des nerfs vague, glosso-pharyngien et facial.

### Fibres afférentes
Le tractus solitaire transmet des informations afférentes provenant des mécanorécepteurs et des chimiorécepteurs des parois des voies cardiovasculaire, respiratoire et intestinale. Les fibres afférentes des nerfs crâniens facial (VII), glosso-pharyngien (IX) et vague (X) véhiculent la sensibilité gustative dans sa partie rostrale.
La sensibilité  viscérale est transmise dans sa partie caudale.

### Fibres efférentes
Les fibres efférentes sont distribuées au noyau du tractus solitaire.